# Нуйкіна Людмила Іванівна
Людмила Іванівна Нуйкіна (рос. Людмила Ивановна Нуйкина; нар. 23 жовтня 1936, Східноказахстанська область, Казахська АРСР) — радянська розвідниця-нелегал, полковник у відставці Служби зовнішньої розвідки Російської Федерації.

## Біографія
Народилася 23 жовтня 1936 року в селі Верх-Уба Шемонаїхинського району Східноказахстанської області Казахської АРСР (нині — Казахстан).
Закінчивши медичне училище в Усть-Каменогорську за фахом акушер-гінеколог, 5 років пропрацювала фельдшером-акушеркою в рідному селі. У 1960 році вийшла заміж за Віталія Нуйкіна, з яким прожила 38 років до його смерті в 1998 році.
Разом з чоловіком служила в управлінні «С» (нелегальна розвідка) першого головного управління (ПГУ, зовнішня розвідка) Комітету державної безпеки (КДБ) при Раді Міністрів СРСР — КДБ СРСР — Службі зовнішньої розвідки Російської Федерації (СЗР Росії). Пройшла курс спецпідготовки розвідника-нелегала, досконало оволодівши французькою, іспанською та англійською мовами.
Подружжя Нуйкіних до 1986 року працювало в більш ніж у 18 країнах світу. Брала безпосередню участь у виконанні ряду конкретних оперативних завдань Центру. Подружня пара розвідників-нелегалів Нуйкіних успішно вирішувала великий комплекс завдань, що стоять перед розвідкою. Працювали в державах з жорстким адміністративно-поліцейським режимом в умовах, пов'язаних з ризиком для життя. Мужньо долали всі труднощі.
За даними Російської служби Бі-Бі-Сі, подружжя Нуйкіних видавало себе за уродженців франкомовних країн, основна їх діяльність відбувалася у Франції, а також в Африці і Південно-Східній Азії.
Вони спеціалізувалися, головним чином, на промисловій розвідці. Зокрема, в 1960-і роки Нуйкіни викрали на Заході технологію, що дозволяє виробляти бури для буріння нафто- і газоносних свердловин, завдяки якій різко підвищувався їх запас міцності, і використання бурів стало можливо протягом 3-4 діб, в той час як бури радянського виробництва при бурінні свердловин виходили з ладу через 3-4 години експлуатації. Оволодіння інноваційною, на ті часи, технологією збільшення життєвого циклу бурів дозволило підвищити продуктивність на радянських нафто- і газородовищ в кілька разів. Це принесло Радянському Союзу прибуток, що у багато разів окупає витрати на утримання за кордоном десятків нелегальних розвідників.
У Франції в 1970-ті роки Нуйкіни змогли зареєструвати фірму і викрасти військово-промислові секрети для радянського ракетно-космічного комплексу. Подружжя Нуйкіних також вело збір інформації про військово-політичну обстановку в Західній Європі. «Кілька разів виносили <з роботи> великі сумки з приладами. Перші комп'ютери ми дістали», згадувала Людмила в 2020 році про переправлені в СРСР «трофеї» подружньої пари розвідників.
Зарекомендувала себе винахідливим і рішучим співробітником. Надавала дієву допомогу чоловікові в розвідувальній діяльності в особливих умовах. За мужність і героїзм при виконанні спеціальних завдань нагороджена орденом Червоної Зірки (за видобуток матеріалів іноземної секретної військової розробки) і медаллю «За відвагу».
У зв'язку зі зрадою полковника ПГУ КДБ СРСР Олега Гордієвського подружжя Нуйкіних були змушені повернутися до 1990 року в СРСР і продовжили успішно працювати в центральному апараті зовнішньої розвідки.
З 2006 року полковник Л. І. Нуйкіна — у відставці.
Вийшовши у відставку, продовжувала брати участь у підготовці та вихованні молодих співробітників нелегальної розвідки.
28 січня 2020 року директор СЗР Росії С. Є. Наришкін на прес-конференції в МІА «Росія сьогодні» назвав імена російських розвідників-нелегалів, які зробили своєю героїчною роботою вагомий внесок у забезпечення безпеки країни і захист її інтересів. Серед названих був і Віталій Нуйкін. Дані про приналежність дружини Нуйкіна Людмили Іванівни до нелегальної розвідки були офіційно оголошені СЗР у вересні 2017 року.

## Особисте життя
Чоловік — Віталій Олексійович Нуйкін (1939—1998) — радянський розвідник-нелегал, полковник служби зовнішньої розвідки у відставці.
У подружжя Нуйкіних двоє синів — Юрій і Андрій (Андре), двоє онуків і дві внучки. Син Юрій Віталійович Нуйкін — полковник. Син Андрій Віталійович Нуйкін (народ. 5 грудня 1976) закінчив Військовий інститут урядового зв'язку — станом на 2020 рік працював начальником відділу забезпечення безпеки інформаційних систем глобальної гірничо-металургійної компанії Євраз.
Л. І. Нуйкіна живе в Москві.

## Нагорода
- Орден Червоної Зірки;
- Медаль «За відвагу» (06.06.1984);
- медалі СРСР і Російської Федерації;
- відомчі нагороди СЗР Росії.